# Edward M. McCook
Edward Moody McCook (15 juin 1833 - 8 septembre 1909) était un homme politique, avocat, diplomate américain. Il fut également général de l'Armée de l'Union durant la guerre de Sécession et gouverneur du territoire du Colorado. Il appartient à la célèbre famille de l'Ohio dénommée Fighting McCooks. En effet, quatre de ses frères et dix de ses cousins furent des officiers dans l'armée, et six membres de sa famille devinrent des généraux avant la fin de la guerre de Sécession.

## Biographie

### Premières années
McCook naît à Steubenville dans l'État de l'Ohio. Il déménage dans le Colorado en 1848 puis dans le territoire du Kansas en 1849. Il y devient avocat et devient membre de la Chambre des Représentants du Kansas en 1859. Il fait partie du premier arrivage de colons blancs dans la région du mont Pikes Peak.

### Guerre de Sécession
Dès le début de la guerre de Sécession, McCook se rend à Washington où il est quelque temps agent secret de l'Union, à qui il fournit d'importants renseignements militaires. Il s'enrôle dans l'Armée régulière avec le grade de lieutenant de cavalerie. Il devient ensuite capitaine dans la Seconde cavalerie de volontaires de l'Indiana où il est promu au grade de colonel en 1862. Il commande ensuite une brigade de cavalerie lors de la bataille de Perryville, puis une division entière lors de la bataille de Chickamauga.
Le 27 avril 1864, il est promu brigadier général et obtient le commandement de la Première Division de Cavalerie de l'Armée du Cumberland. Ses 3 600 cavaliers attaquent et brisent la Macon & Western Railroad à la fin juillet 1864 sous les ordres de George Stoneman lors de la campagne d'Atlanta. Un de ses exploits reste la libération de près de 32 000 prisonniers de guerre du Camp d'Andersonville, une prison à ciel ouvert. Alors qu'il tente de rejoindre le reste de l'Armée de l'Union le 30 juillet, les troupes de McCook sont défaites par les Confédérés dirigé par Joseph Wheeler à la bataille de Brown's Mill près de Newnan en Géorgie. Il y perd 950 hommes, 1 200 chevaux, et deux pièces d'artillerie.
Durant le raid de Stoneman, McCook se fait une réputation en excusant et en encourageant la destruction des propriétés civiles. Avec le reste de ses troupes, il apporte dans le Tennessee un soutien à George H. Thomas, confronté aux Confédérés commandés par John Bell Hood. Il se distingue lors de la campagne de Franklin-Nashville.
En mars-avril 1865, alors que le conflit touche à sa fin, McCook commande la Première division lors du raid de Wilson en Alabama et en Géorgie, mais aussi à la bataille de Selma où la cavalerie de l'Union est défaite par les hommes de Nathan Bedford Forrest.
Début mai 1865, sa division a pour mission de reprendre le contrôle de la Floride, restée favorable aux Confédérés. Le cinquième gouverneur de Floride, John Milton préfère se tirer une balle dans la tête plutôt que de se rendre à l'armée de l'Union. Le 13 mai, George Washington Scott obtient la reddition des dernières troupes Confédérées de l'État sudiste. Le 20 mai, McCook lit la proclamation d'émancipation d'Abraham Lincoln lors d'une cérémonie dans la capitale Tallahassee qui marque la fin de l'esclavage en Floride. Le drapeau américain flotte au sommet du Capitole de l’État de Floride le même jour. À la fin de la guerre, McCook est élevé au grade de major général des mains de son supérieur James H. Wilson.

### Carrière d'après guerre
McCook retourne à vie civile en 1866. Le Président Andrew Johnson lui propose un poste diplomatique au Royaume de Hawaii entre 1866 et 1869. Par la suite, il se consacre à la gestion du Territoire du Colorado et est à deux reprises nommé gouverneur du territoire par le Président Ulysses S. Grant. Durant ses mandats, il signe la loi qui crée l'Université d'État du Colorado. Sous son autorité, le Colorado est un des premiers à mettre en œuvre le droit de vote des femmes. Il quitte son poste de gouverneur en 1875 et se lance dans les affaires. Il investit de l'argent dans l'immobilier, dans des exploitations minières, et dans une nouvelle compagnie téléphonique européenne. À une période, il devient même par sa richesse celui qui paye le plus de taxes de tout le Colorado. McCook meurt en 1909 à Chicago, Illinois. Il est enterré dans le cimetière de l'Union de Steubenville.